# Philippe-Auguste de Sainte-Foy
Philippe-Auguste de Sainte-Foy, Chevalier d’Arc (auch: Chevalier d’Arcq) (* 20. Juli 1721 in Paris; † 5. Februar 1795 in Paris) war ein französischer Offizier und Schriftsteller.

## Leben
Philippe-Auguste wurde im Jahre 1721 als natürlicher Sohn des französischen Admirals Louis-Alexandre de Bourbon-Toulouse (1678–1737) geboren. Seine Mutter war Madeleine d’Aumont, eine Frau einfacher Herkunft mit welcher der Admiral unter dem Decknamen Louis Alexandre de Sainte-Foy eine Affaire gehabt hatte. Der Comte de Bourbon-Toulouse war selbst ein natürlicher Sohn Königs Ludwigs XIV. Obwohl Philippe-Auguste somit ein Enkel des Sonnenkönigs war blieb ihm der soziale Aufstieg verwehrt, da sein Vater ihn nie anerkennen sollte.
Philippe-Auguste trat in die französische Armee ein und diente während des Österreichischen Erbfolgekrieges (1740–1748) in den Niederlanden. Dort nahm er unter anderem an der Schlacht bei Fontenoy (11. Mai 1745) teil und diente anschließend im Régiment des Royal Cravates. Durch persönliche Tapferkeit zeichnete er sich aus und wurde daraufhin von König Ludwig XV. mit einem ausführlichen Adelsbrief ausgestattet, nach welchem er sich von nun an Chevalier d'Arcq nannte. Nach dem Krieg schied er aus der Armee aus.
In den folgenden Jahren widmete sich der Chevalier d’Arc der Schriftstellerei. Sein wichtigstes Werk wurde La noblesse militaire, ou le Patriote français, welches als Antwort auf das Buch La noblesse commerçante des Abbé Gabriel-François Coyer (1707–1787) gedacht war. Inhaltlich setzte er sich darin mit der sozialen Bevorzugung des Hochadels in militärischen Belangen auseinander und trat dafür ein, dass der Adel verpflicht würde seine Kraft in den Dienst des Staates zu stellen. Auch forderte er die Koppelung des Adelstitels an militärischen Verdienst und Einsatz, was auch Bürgerlichen den persönlichen Zugang zum Adel ermögliche. Das Werk erregte deshalb größeres Aufsehen. Seine letzten beiden Werke blieben hingegen unvollendet, da sie sich nur einer geringen Nachfrage erfreuten und jeweils nur der erste Band erschien.
Über das Leben des Chevalier d’Arc ist wenig bekannt. Er wurde erster Falkner beim Herzog der Provence und heiratete 1772 die Bürgerliche Anne Marie Richard (1750–1801). In diesem Zeitraum wurde er auch in den Malteserorden aufgenommen. Aus nicht mehr bekannten Gründen musste er mehrfach ins Exil gehen, so 1779 in Tulle und von 1785 bis 1789 in Montauban. Am 5. Februar 1795 verstarb Philippe-Auguste in Paris.

## Werke
- Lettre d’Osman (1753)

Histoire du commerce, 1758 (Fondazione Mansutti, Milano)

- Le Roman du jour, pour servir à l’histoire du siècle (1754)
- Le Palais du Silence (1754)
- Mes Loisirs (1755)
- La noblesse militaire, ou le Patriote français opposé à la noblesse commerçante (1756)
- Histoire générale des guerres (1756)
- Histoire du commerce et de la navigation des anciens et des modernes (1758)